# Masters of the Universe på svenska
Masters of the Universe på svenska riktades främst till Sverige, där den första vågen av actionfigurerna för Masters of the Universe lanserades i november 1983.

## Serietidningar
Den tecknade serien publicerades på svenska i serietidningen Satellitserien 1987–1989 från Pandora Press/Atlantic Förlags. Även M.A.S.K. medverkade i Satellitserien.

## 1983 års TV-serie

### Svenskspråkiga röster
Det finns minst tre dubbningar till svenska av 1983 års TV-serie, och det är lite osäkert i vilken ordning de gjorts. 
Det första är ett okänt bolag, men kassetterna utgavs av ett företag som hette VDC. I deras dubbning medverkar endast tre skådespelare, Fredrik Dolk, Francesca Quartey samt Harry Goldstein som drar det tyngsta lasset med flest röster. De gav ut tre band, med totalt 10 avsnitt. I denna dubbning översattes karaktärernas namn, Man-at-Arms blev Krigsmannen, Battle Cat blev Stridskatten, Trap-Jaw blev Saxkäke, och Sorceress blev Ödesgudinnan.
Nästa dubbning är från Mediahuset. Den har originalnamnen på alla karaktärer, och anses av många ha en bra översättning och bra röster.
Den tredje dubbningen är från Videobolaget/Kit & Company och har också översatt en del av namnen; Castle Grayskull heter "Slottet Gråskull", Man-at-Arms är översatt till "Vapenmannen", och Battle Cat kallas för "Stridskatten".
Nedan grupperas avsnitten efter dubbningsbolag. 

#### VDC
- Fredrik Dolk som He-Man, Prins Adam, Webstor och Trapjaw
- Fransesca Quartey som Teela, Sorceress och Drottning Marlena
- Harry Goldstein som Man-at-Arms, Skeletor, Orko, Kung Randor och Battle Cat

#### Mediahuset
- Peter Wanngren som He-Man, Prins Adam, Kung Randor och Ram-Man
- Monica Forsberg som Teela, Evil-Lyn, Sorceress
- Sten Carlberg som Battle Cat, Cringer, Stratos, Beast Man, Mer-Man och Tri-Klops
- Ulf-Peder Johansson som Skeletor och Orko
- Acke Svensson som Man-at-Arms och Trap-Jaw
- Kerstin Andeby som Drottning Marlena
- Bo Maniette som Man-at-Arms och Trap-Jaw
- Christel Körner som Drottning Marlena och Evil-Lyn

#### Videobolaget
- Staffan Hallerstam som He-Man och Prins Adam
- Beatrice Järås som Teela, Sorceress, Evil-Lyn och Drottning Marlena
- Gunnar Ernblad som Skeletor, Orko, Kung Randor, Stratos, Battle Cat, Cringer och Tri-Klops
- Stig Engström som Man-at-Arms, Beast Man och Trap-Jaw

## 2002 års TV-serie

### Svenskspråkiga röster
- Mattias Knave som He-Man
- Nick Atkinson som Prins Adam och Mekaneck
- Per Sandborgh som Skeletor, Mossman, Kobra Khan, Baddhra och Webstor
- Dick Eriksson som Man-at-Arms, Tri-Klops, Whiplash och Tuvar
- Annelie Berg som Teela och Evil-Lyn
- Anders Öjebo som Orko, Mer-Man, Roboto och Kung Väs
- Charlotte Ardai Jennefors som Sorceress och Drottning Marlena
- Johan Hedenberg som Beast Man, Kung Randor, Baddhra, Roboto, Zodak, Kung Väs, Tuvar, Hordak och Rattlor
- Steve Kratz som Trapjaw, Buzz-Off, Sy-Klone, Rattlor, Tounge Lashor och berättare
- Ole Ornered som Stratos, Ram-Man, Man-E-Faces, Clawful, Stinkor och Zodak

- Svenskspråkig översättning: Per Sandborgh, Joakim Jennefors, Anoo Bhagavan, Stefan Smedius, Sofia Caiman
- Tekniker och regi: Hans Jonsson, Lasse Svensson, Jörn Savér, Tobias Dervinger, Ingemar Åberg
- Mix: Ingemar Åberg
- Svenskspråkig producent: Lasse Svensson
- Svenskspråkig version producerad av: Lasse Svensson / Eurotroll AB